# Avril 2009
Avril 2009 est le quatrième mois de l'année 2009. Il a commencé le mercredi 1er et finira le jeudi 30.

## Faits marquants
- 2 avril : Economie: G20 de Londres (crise économique).

Vendredi 3 avril 2009
- Sortie de la console Nintendo avec appareil photo : la Nintendo DSi

Dimanche 5 avril 2009
 Sport 
- Catch : WrestleMania XXV

Lundi 6 avril 2009
- Italie : Un séisme de magnitude 6,3 sur l'échelle de Richter frappe près de L'Aquila, tuant 308 personnes et faisant près de 1 200 blessés.

Jeudi 9 avril 2009
- Élection présidentielle algérienne.

Vendredi 10 avril 2009
- Crise politique aux Fidji. À la suite de la décision de la Cour d'appel rendant illégitime le gouvernement « de transition » issu du coup d'État militaire de décembre 2006, le Président de la République, Ratu Josefa Iloilovatu, prend les pleins pouvoirs et abroge la constitution[1].

Lundi 13 avril 2009
- Andrew Hussie publie les premières pages d'Homestuck.

Mercredi 15 avril 2009
- Entrée en vigueur du nouveau système d'immatriculation française prévu initialement au 1er janvier 2009.
- Célébration du 20e anniversaire de la mort de Hu Yaobang, événement qui avait annoncé les manifestations de la place Tian'anmen de 1989.
- Capture dans la jungle colombienne du narcotrafiquant Daniel Rendon Herrera[réf. souhaitée].

Jeudi 16 avril 2009
- Bolivie : lors d'une opération antiterroriste à Santa Cruz, la police abat trois présumés mercenaires étrangers à l'hôtel Las Americas de Santa Cruz, dont le Boliviano-Hongrois Eduardo Rózsa-Flores, qui avait rejoint la Garde nationale croate et était ensuite devenant commandant des forces spéciales croates lors de la guerre en ex-Yougoslavie [2]. Deux autres mercenaires sont arrêtés, accusés d'un complot en vue d'assassiner le président Evo Morales et d'autres hauts responsables gouvernementaux[2].

Lundi 20 avril 2009
- Lyon : Ouverture de la ligne de tramway T4 reliant provisoirement la clinique de Feyzin à la station du T2 Jet d'Eau-Mendès-France à Lyon 8e, avant son rallongement jusqu'à la station Part-Dieu d'ici à 2012.

Mercredi 22 avril 2009

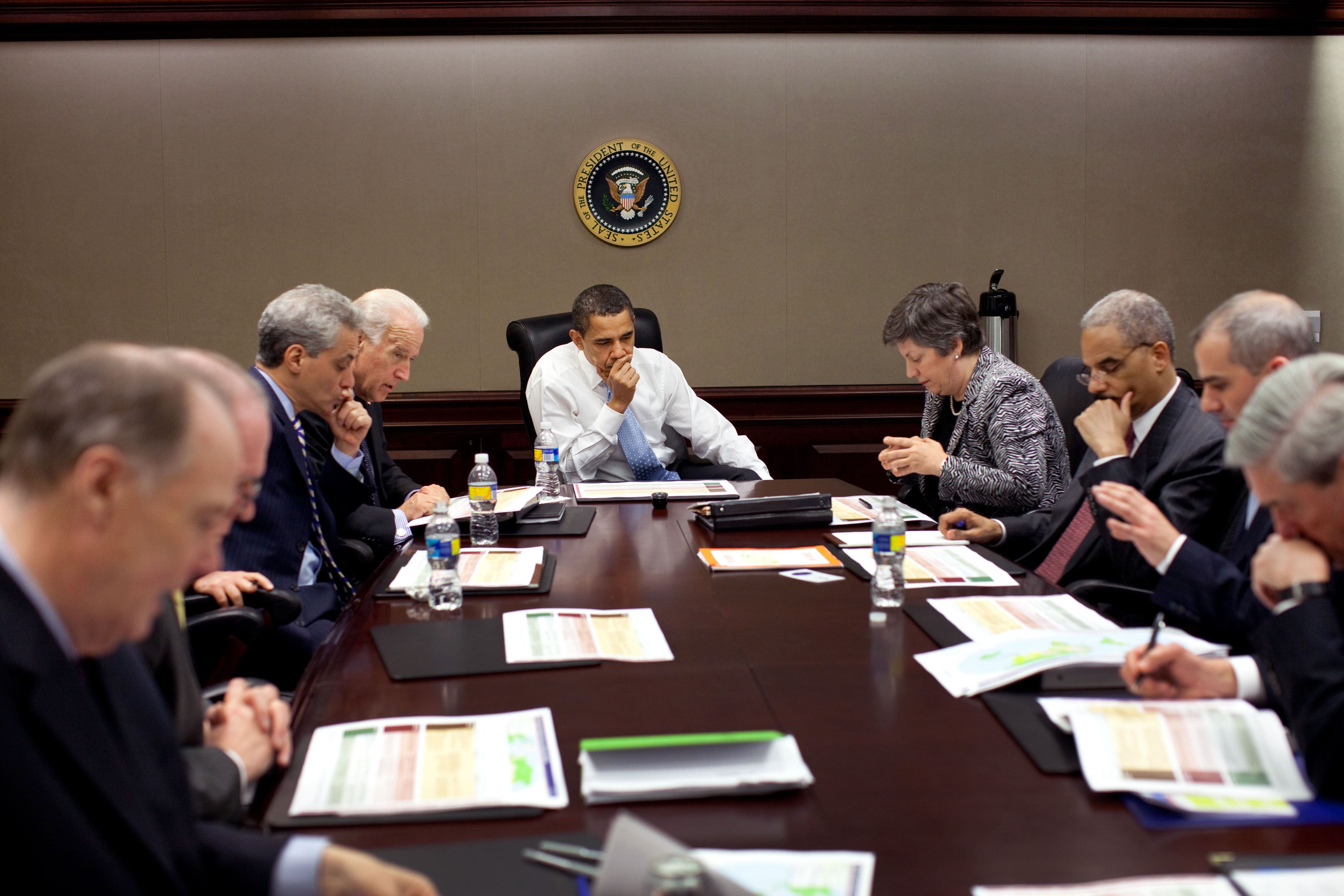
Le président Barack Obama lors d'une réunion tenue le 24, dédiée à la situation de la pandémie de grippe A/H1N1 sur le sol national.

- Élections générales en Afrique du Sud.

Samedi 25 avril 2009
- Islande: Victoire historique de la coalition de gauche aux élections législatives anticipées.

Dimanche 26 avril 2009
- Catch : Backlash (2009)

Mercredi 29 avril 2009
- Cinquantenaire de la création du gouvernement tibétain en exil proclamé en Inde en 1959
- L'OMS modifie la phase d'alerte à une pandémie de grippe, passant de la phase 4 en vigueur depuis le 27 avril, à la phase 5 au sujet de la grippe A (H1N1).